# Taebla
Taebla est un bourg de la commune de Lääne-Nigula du comté de Lääne en Estonie .
Au 31 décembre 2011, il compte 840 habitants.